# Brasília Futebol Clube
O Brasília Futebol Clube é um clube de futebol brasileiro com sede na cidade de Brasília, capital federal, fundado em 2 de junho de 1975. Em sua trajetória, o clube conquistou o título da Copa Verde em 2014, além de oito títulos do Campeonato Brasiliense ao longo das décadas de 1970 e 1980.

## História
Em 2 de junho de 1975, uma reunião convocada por membros da Associação Comercial do Distrito Federal, sob a liderança de José da Silva Neto, Ricardo de Oliveira e Vicente de Paula Rodrigues culminou na fundação do Brasília Esporte Clube. Durante essa reunião inaugural, foi formalizada a composição da primeira diretoria e deliberada a escolha das cores branco e vermelho, em homenagem ao América do Rio de Janeiro. Uma das iniciativas iniciais do clube foi a condução de uma seletiva, na qual 600 candidatos participaram, dentre os quais apenas 15 foram escolhidospara integrar o time, juntamente com algumas contratações adicionais. No ano de sua fundação, o clube participou do Torneio Incentivo, uma competição realizada em simultaneidade ao Campeonato Brasileiro, e obteve o título de campeão. Posteriormente, competiu no Torneio Imprensa, precursor do primeiro campeonato estadual profissional.
O Brasília obteve êxito em seu período inaugural, chegando a representar a capital federal em sete ocasiões no Campeonato Brasileiro. Essas participações foram alcançadas por meio dos campeonatos estaduais, que na época serviam como etapas classificatórias para o torneio nacional. Durante quase uma década de existência, o clube conquistou oito títulos do Campeonato Brasiliense. No final da década de 1990, enfrentou uma crise que o levou a uma transformação significativa. Com o auxílio da Lei Pelé, a entidade passou de uma organização filantrópica para um clube-empresa, tornando-se um dos pioneiros desse modelo no contexto brasileiro. Essa transição foi marcada não apenas pela mudança de estrutura, mas também por alterações nas cores e no nome do clube. As cores foram modificadas para amarelo e azul, em alusão à bandeira do Distrito Federal, e o nome foi alterado para "Brasília Futebol Clube".
Após a transição para o novo modelo, o Brasília continuou em crise, agravada pelo seu rebaixamento para a segunda divisão do campeonato estadual em 2001. Em meio a dificuldades financeiras, o clube negociou a recepção de jogadores do seu rival, o Gama, como parte de um acordo. O então presidente do Gama, Wagner Marques, que anteriormente havia ocupado a presidência do Brasília, optou por resgatar as cores originais do clube. Essa colaboração entre as duas equipes contribuiu para o retorno do Brasília à primeira divisão estadual. No entanto, esse retorno foi seguido por outro rebaixamento, levando à ausência do clube no certame de 2006. O regresso à primeira divisão ocorreu em 2009; entretanto, dois anos mais tarde, enfrentou seu terceiro rebaixamento no campeonato estadual.
Em 2011, o empresário Luis Carlos Alcoforado adquiriu o controle do clube, proporcionando um impulso financeiro que resultou em melhorias significativas no desempenho da equipe. Ao longo de três anos consecutivos, o Brasília alcançou a final do campeonato estadual, embora não tenha conseguido conquistar o título em nenhuma dessas ocasiões. Além disso, o clube participou da Copa do Brasil e do Campeonato Brasileiro da Série D. No ano de 2014, o clube competiu na primeira edição da Copa Verde, um torneio que reúne equipes da região Centro-Oeste e Norte, além de clubes representantes do estado do Espírito Santo. O Brasília sagrou-se campeão ao vencer o Paysandu na final, decidida nas penalidades. Entretanto, a conquista do título foi objeto de disputa judicial, pois o vice-campeão apresentou um recurso alegando supostas irregularidades nas escalações. Em 27 de novembro de 2014, o Brasília conseguiu reverter a decisão inicial e foi declarado campeão pelo Superior Tribunal de Justiça Desportiva. O título da Copa Verde garantiu ao Brasília a qualificação para a Copa Sul-Americana de 2015, tornando-o o primeiro clube do Distrito Federal a participar de uma competição internacional. No torneio, estreou surpreendendo, eliminando o Goiás e avançou de fase, porém, foi eliminado nas oitavas de final pelo Athletico Paranaense.
Após esse período, o Brasília mudou de proprietário duas vezes e foi novamente rebaixado para a segunda divisão estadual em 2017 e 2023.

## Títulos
| REGIONAIS  | REGIONAIS                           | REGIONAIS | REGIONAIS                                       |
|            | Competição                          | Títulos   | Temporadas                                      |
| ---------- | ----------------------------------- | --------- | ----------------------------------------------- |
|            | Copa Verde                          | 1         | 2014                                            |
| DISTRITAIS |                                     |           |                                                 |
|            | Competição                          | Títulos   | Temporadas                                      |
|            | Campeonato Brasiliense              | 8         | 1976, 1977, 1978, 1980, 1982, 1983, 1984 e 1987 |
|            | Campeonato Brasiliense - 2ª Divisão | 2         | 2001 e 2008                                     |